# Lublin R-XIII
Die Lublin R-XIII war ein Verbindungs-, Aufklärungs- und Trainingsflugzeug der Polnischen Luftwaffe von 1931. Es wurde von der Firma Plage i Laśkiewicz in Lublin gebaut. Es war das wichtigste Verbindungsflugzeug der Polnischen Luftwaffe während des deutschen Überfalls auf Polen.

## Entwicklung
1927 führte die polnische Luftwaffe eine Ausschreibung für ein neues Verbindungsflugzeug durch. Es sollte von provisorischen Flugplätzen starten und feindliche Stellungen erkunden können. Die PZL-Fabrik baute die PZL Ł.2 in einer Serie von 25 Flugzeugen, während die private Plage i Laśkiewicz-Fabrik die R-X von Jerzy Rudlicki vorstellte.
Der Wettbewerb wurde von der R-XA gewonnen. Sie hatte die kürzeste Start- und Landestrecke und erreichte bessere Leistungen. Allerdings wollte man den Entwurf noch weiter verbessern. Rudlicki arbeitete damals gerade an dem Trainingsflugzeug R-XIV und an dem Aufklärer R-XV. Die Nummer XIII hatte man aus Aberglauben vorläufig ausgelassen. Im Februar 1930 bestellte die polnische Luftwaffe 15 R-XIV. Die ersten Serienmaschinen wurden im Juni 1930 geliefert. Die Lieferung dauerte bis Juli 1931. Die R-XIV war ein zweisitziges Flugzeug mit 220-PS-Sternmotor mit festem Fahrgestell. Die Besatzungsmitglieder saßen in einem doppelten offenen Cockpit hintereinander. Die R-XV wurde nicht bestellt, stattdessen verlangte man, zwei R-XIV mit einem Maschinengewehr für den Beobachter auszustatten. Dafür musste das Heckleitwerk angepasst werden. Der erste Prototyp erhielt die Kennzeichnung R-XIII.
Am 21. Juli 1931 wurden 50 Flugzeuge vom Typ R-XIII bestellt. Die erste Serie bestand aus 30 R-XIIIA, die folgende aus 20 R-XIIIB. Der Unterschied lag in der Montage des Maschinengewehrs. Die Fertigung und Auslieferung an die polnische Luftwaffe begann am 7. Juni 1932 und endete am 11. März 1933.
1932 wurden zunächst 170 Stück bestellt, davon 48 R-XIIIC und 95 R-XIIID. Wieder waren Veränderungen am MG und an der Triebwerksverkleidung eingeflossen. Von Februar 1933 bis 2. März 1935 erfolgte die Auslieferung. Alle alten Typen A, B und C wurden zum Typ D verändert.
1933 schlug Rudlicki eine neue Konstruktion, die R-XXI vor. Sie verlor aber gegen die RWD-14 Czapla. Es gab nur einen Prototyp, die R-XXIE aus dem Jahre 1934 mit einem Gnome-Rhône 7K Titan Major mit 360 PS. Von der R-XIIIF mit einem Škoda G-1620a Mors I mit 340 PS wurden sieben Stück gebaut. Die polnische Regierung plante danach die Verstaatlichung der Luftfahrtindustrie, dabei ging die Firma Plage I Laskiewicz Ende 1935 bankrott. Sie wurde verstaatlicht und in Lubelska Wytwórnia Samolotów (LWS) umbenannt. 18 R-XIIIF wurde zum Spottpreis gekauft und zusammengesetzt sowie 32 neue Maschinen gebaut. Die neuen Maschinen erhielten einen Wright-Motor mit 220 PS, was allerdings die Leistung auf das Niveau der R-XIIID absenkte.
1931 wurde eine R-XIV als Seeflugzeug getestet und für gut befunden. Es wurden 1933 13 R-XIII bis/hydro bestellt. 1934 folgten sechs R-XIIIG-Seeflugzeuge. Alle Varianten konnten auch mit einem Landfahrgestell ausgestattet werden.
1933 wurde eine Langstreckenversion R-XIIIDr für einen Australienflug gebaut. Sie stürzte aber 1935 in Siam ab. Einige Flugzeuge wurden zu Sportmaschinen umgebaut und in Luftfahrtklubs verwendet.
Zwölf R-XIII wurden zum Blindflugtraining eingesetzt. Andere wurden als Segelflugzeug-Schleppflugzeuge umfunktioniert.
Insgesamt wurden 15 R-XIV und 273 R-XIII einschließlich 20 Seeflugzeugen gebaut.

## Einsatzgeschichte
In den frühen 1930er Jahren erfüllte die R-XIII durchaus erfolgreich ihren Zweck. Sie hatte einen sehr kurzen Start- (68 m bei R-XIIIA) und Landeweg und konnte auf Feldern und Wiesen starten und landen. Allerdings wurde nur ein Teil der R-XIII mit Funk und einer Kamera ausgerüstet, was ihre Verwendungsfähigkeit senkte. Zwischen 1932 und 1936 war die R-XIII das Standardflugzeug der polnischen Luftwaffe. 1939 wurde ein Teil der R-XIII durch RWD-14b Czapla ersetzt.
Beim Überfall auf Polen im September 1939 besaß die polnische Luftwaffe etwa 150 R-XIII. Von ihnen waren 49 in den Kampfeinheiten, 30 in der Reserve, ungefähr 30 in den Trainingseinheiten und ungefähr 40 in Reparatur. In den Kampfeinheiten wurden R-XIII in sieben Beobachtungsstaffeln verwendet (aus 12 heraus): Nr. 16, 26, 6, 43, 46, 56 und 66. Jede Staffel hatte sieben Flugzeuge.
Ungefähr 40 R-XIII wurden während der Kampfhandlungen zerstört. 17 Maschinen wurden nach Rumänien verbracht. Heute existiert keine Maschine mehr.
Bei der Marine wurden elf Seeflugzeuge R-XIII und R-XIIIg 1939 benutzt. Am 8. September wurden sie von der deutschen Luftwaffe auf der Halbinsel Hel bombardiert. Eine Maschine versuchte in einem Nachtangriff auf Danzig am 7. September die Schleswig-Holstein zu versenken.

## Varianten
- Prototyp R-XIII (Umbau aus R-XIV)

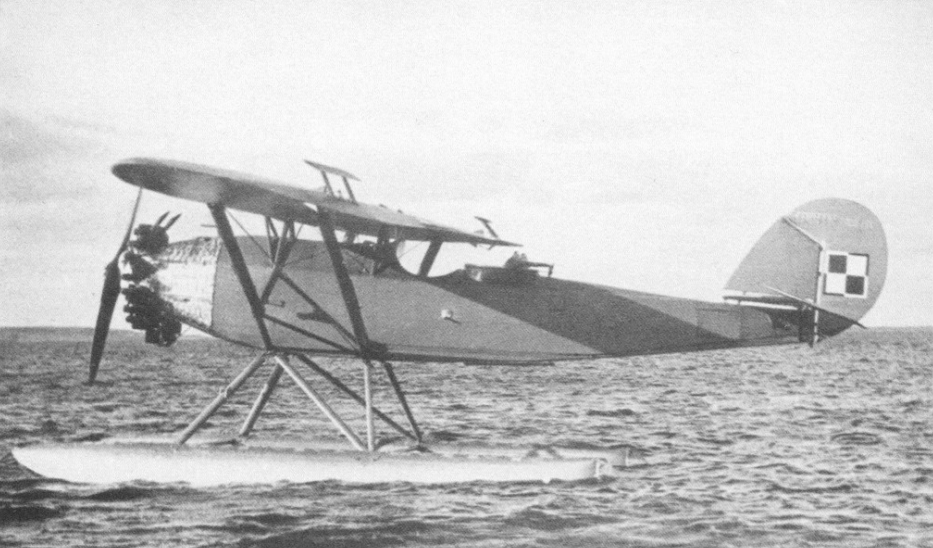
Schwimmerausführung R-XIII bis/hydro

- R-XIIIa – 30 1931 produziert (Nr. 56,2–56,31)
- R-XIIIb – 20 1932 produziert (Nr. 56,32–56,51)
- R-XIIIc – 48 1933 produziert (Nr. 56,52–56,99)
- R-XIIId – Standardvariante, 95 1933 produziert (Nr. 56,102–56,196)
- R-XIIIe – ein Prototyp 1934 mit 360-PS-Gnôme-Rhône-7K-Titan Major (Nr. 56,100)
- R-XIIIf – mit geändertem Rumpf, Teil mit 340-PS-Škoda-G-1620a-Mors-I, 58 1934 produziert (Nr. 56,101; 58,01–58,57)
- R-XIII bis/hydro – Seeflugzeug, 4 1931 produziert (Nr. 700–703)
- R-XIII ter/hydro – Seeflugzeug, 10 1934 produziert (Nr. 704–713)
- R-XIIIg – Seeflugzeug, 6 1934 produziert (Nr. 714–720)
- R-XIIIDr – Langstreckensportversion, 1 Stück (Nr. 56,51)
- R-XIIIt – Trainingsversion, mind. 12 gebaut
- R-XIV – Trainingsversion, 15 1930 produziert (Nr. 54,1–54,15)
- R-XV – Armeeversion der R-XIV, nicht gebaut
- R-XIX – ein Prototyp 1932 (Nr. 56,1)

## Beschreibung
- gemischter Aufbau (Stahl und Holz) des Rumpfes
- Hochdecker aus Sperrholz und Segeltuch
- festes Fahrgestell
- zwei offene Cockpits
- ein oder zwei Maschinengewehre
- Zweiblattholzpropeller
- 200-Liter-Tank

## Technische Daten
| Kenngröße             | Daten Lublin R-XIIID                     |
| --------------------- | ---------------------------------------- |
| Besatzung             | 2 (Pilot, Beobachter)                    |
| Länge                 | 8,36 m                                   |
| Spannweite            | 13,25 m                                  |
| Höhe                  | 2,76 m                                   |
| Flügelfläche          | 24,50 m²                                 |
| Flügelstreckung       | 7,2                                      |
| Leermasse             | 956 kg                                   |
| Startmasse            | 1330 kg                                  |
| Antrieb               | 1× Wright J-5 Whirlwind, 220 PS (162 kW) |
| Höchstgeschwindigkeit | 185 km/h                                 |
| Dienstgipfelhöhe      | 4450 m                                   |
| Reichweite            | 1223 km                                  |
| Bewaffnung            | 1 × Vickers-MG oder Lewis-MG             |